# Де б не працювати
«Де б не працювати» («Где бы не работать») — радянський комедійний художній фільм 1987 року, знятий режисером Миколою Александровичем на Творчому об'єднанні «Екран».

## Сюжет
Нероба Петро Петрович Бєлкін у пошуках «теплого місця» кочує з одного місця роботи на інше. Зрештою герой опиняється в колективі, який вирішує провчити ледаря.

## У ролях
- Галина Бєляєва — Галя / Надія Іванівна / клоунеса / Даша / Аеліта / Таня / лікар
- Сергій Скрипкін — Петро Бєлкін, ледар
- Валерій Сторожик — Інокентій Павлович, аспірант
- Семен Фарада — Гусаков, завгосп НДІ
- Володимир Сошальський — директор Інституту
- Амаяк Акопян — Вано
- Володимир Суворов — професор
- Наталія Крачковська — секретар директора НДІ
- Юрій Чернов — майстер меблевого цеху / килимовий
- Всеволод Хабаров — килимовий
- Дмитро Скрипченко — епізод
- Геннадій Кузнецов — епізод
- Анатолій Обухов — безробітний
- Маріанна Кузнецова — епізод
- Т. Пушкарська — епізод

## Знімальна група
- Режисер — Микола Александрович
- Сценарист — Роман Фурман
- Оператор — Борис Дунаєв
- Композитор — Олександр Журбін
- Художник — Ігор Шихарєв